# 20503 Adamtazi
A 20503 Adamtazi (ideiglenes jelöléssel 1999 RX14) a Naprendszer kisbolygóövében található aszteroida. A LINEAR projekt keretében fedezték fel 1999. szeptember 7-én.